# 1 Hanover Square
1 Hanover Square of  New York Cotton Exchange is een bouwwerk in Manhattan (New York). In 1870 werd hier de "New York Cotton Exchange" opgericht, de tweede katoenbeurs ter wereld en de eerste in de Verenigde Staten.
Het werd tot National Historic Landmark uitgeroepen in 1977.